# Diocesi di Ruyigi
La diocesi di Ruyigi (in latino: Dioecesis Ruyigiensis) è una sede della Chiesa cattolica in Burundi suffraganea dell'arcidiocesi di Gitega. Nel 2022 contava 546.272 battezzati su 837.511 abitanti. È retta dal vescovo Blaise Nzeyimana.

## Territorio
La diocesi comprende le province di Cankuzo e Ruyigi in Burundi.
Sede vescovile è la città di Ruyigi, dove si trova la cattedrale dei Santi Martiri Ugandesi.
Il territorio è suddiviso in 18 parrocchie.

## Storia
La diocesi è stata eretta il 13 aprile 1973 con la bolla Ex quo Christus di papa Paolo VI, ricavandone il territorio dall'arcidiocesi di Gitega e dalla diocesi di Bururi.
Il 17 gennaio 2009 ha ceduto una porzione del suo territorio a vantaggio dell'erezione della diocesi di Rutana.

## Cronotassi dei vescovi
Si omettono i periodi di sede vacante non superiori ai 2 anni o non storicamente accertati.
- Joachim Ruhuna † (13 aprile 1973 - 28 marzo 1980 nominato arcivescovo coadiutore di Gitega)
- Joseph Nduhirubusa † (19 aprile 1980 - 30 ottobre 2010 dimesso)
- Blaise Nzeyimana, dal 30 ottobre 2010

## Statistiche
La diocesi nel 2022 su una popolazione di 837.511 persone contava 546.272 battezzati, corrispondenti al 65,2% del totale.
| anno | popolazione | popolazione | popolazione | presbiteri | presbiteri | presbiteri | presbiteri                | diaconi | religiosi | religiosi | parrocchie |
| anno | battezzati  | totale      | %           | numero     | secolari   | regolari   | battezzati per presbitero | diaconi | uomini    | donne     | parrocchie |
| ---- | ----------- | ----------- | ----------- | ---------- | ---------- | ---------- | ------------------------- | ------- | --------- | --------- | ---------- |
| 1980 | 158.724     | 323.521     | 49,1        | 39         | 14         | 25         | 4.069                     |         | 39        | 71        | 16         |
| 1990 | 250.032     | 469.832     | 53,2        | 21         | 20         | 1          | 11.906                    |         | 14        | 60        | 16         |
| 1999 | 367.085     | 557.624     | 65,8        | 24         | 16         | 8          | 15.295                    |         | 16        | 69        | 20         |
| 2000 | 366.949     | 557.263     | 65,8        | 24         | 17         | 7          | 15.289                    |         | 15        | 71        | 20         |
| 2001 | 349.850     | 576.474     | 60,7        | 31         | 22         | 9          | 11.285                    |         | 20        | 83        | 20         |
| 2002 | 363.110     | 584.172     | 62,2        | 33         | 24         | 9          | 11.003                    |         | 29        | 85        | 20         |
| 2003 | 371.989     | 595.721     | 62,4        | 33         | 24         | 9          | 11.272                    |         | 19        | 107       | 20         |
| 2004 | 370.611     | 599.689     | 61,8        | 36         | 27         | 9          | 10.294                    |         | 17        | 78        | 20         |
| 2010 | 334.330     | 558.189     | 59,9        | 44         | 41         | 3          | 7.598                     |         | 13        | 75        | 14         |
| 2014 | 356.142     | 563.166     | 63,2        | 49         | 45         | 4          | 7.268                     |         | 25        | 70        | 14         |
| 2017 | 424.860     | 628.334     | 67,6        | 55         | 52         | 3          | 7.724                     |         | 21        | 91        | 17         |
| 2020 | 513.466     | 773.508     | 66,4        | 62         | 60         | 2          | 8.281                     |         | 8         | 110       | 17         |
| 2022 | 546.272     | 837.511     | 65,2        | 78         | 75         | 3          | 7.003                     |         | 10        | 111       | 18         |